# Die Marquise von O... (film)
Die Marquise von O... is een West-Duitse dramafilm uit 1976 onder regie van Éric Rohmer. Het scenario is gebaseerd op de gelijknamige novelle uit 1808 van de Duitse auteur Heinrich von Kleist.

## Verhaal
De stad M in het noorden van Italië in oorlogstijd. Julietta, de dochter van een Italiaanse kolonel, wordt uit de handen van brutale Russische soldaten gered door de graaf die het Russisch beleg leidt. Korte tijd daarna moet de kolonel zich overgeven en wordt er vrede gesloten. Tot haar grote verbazing blijkt de markiezin, die al enkele jaren weduwe is en geen nieuwe man in haar leven toelaat, zwanger te zijn. Ze wordt daarom verstoten door haar vader.

## Rolverdeling
| Acteur            | Personage                    |
| ----------------- | ---------------------------- |
| Edith Clever      | Julietta, Markiezin von O... |
| Bruno Ganz        | Graaf                        |
| Edda Seipel       | Moeder van de markiezin      |
| Peter Lühr        | Vader van de markiezin       |
| Otto Sander       | Broer van de markiezin       |
| Bernhardt Frey    | Leopardo, de dienstknecht    |
| Eduard Linkers    | Arts                         |
| Ruth Drexel       | Vroedvrouw                   |
| Hesso Huber       | Portier                      |
| Erich Schachinger | Generaal                     |